# La Vie En Rose (álbum)
La Vie En Rose (estilizado como LA VIE EN ROSE) é o álbum de estreia da banda de rock japonesa D'erlanger, lançado em 10 de fevereiro de 1989 pela Danger Crue Records. Na época, a banda usava o bordão Sadistical Punk, estampado na capa do álbum.
Citado como um dos álbuns mais influentes da cena visual kei, foi relançado mais de três vezes.

## Antecedentes e lançamento
Tendo completado sua formação final em julho de 1988 com a entrada do vocalista Kyo, D'erlanger começou a gravar seu primeiro álbum em outubro. O baterista Tetsu lembrou mais tarde que o produtor Masahiro Oishi ameaçou que se ele demorasse muito para gravar suas partes de bateria, traria Joe do 44Magnum para tocá-las.
La Vie En Rose foi lançado em 10 de fevereiro de 1989 pela Danger Crue Records, com 3 mil cópias que esgotaram. Foi relançado mais três vezes somente naquele ano, com mais 10 mil e mais 5 mil cópias, e remasterizado e relançado mais uma vez em 1991. Junto com o álbum seguinte Basilisk, foi remasterizado e relançado mais uma vez em 21 de abril de 1995. Isso aconteceu novamente em 18 de abril de 2007, diante da reunião da banda.
O som marcou um afastamento de seus trabalhos anteriores, sendo punk, hard rock e rock alternativo em vez do heavy metal que eles possuíam originalmente. O arranjo de todas as faixas é creditado ao guitarrista Cipher, exceto "1999 -Shy Boy Story-", que é creditado a Cipher e Jimmy do 44Magnum. Uma demo de "Sadistic Emotion" com o baterista original Shi-Do e o segundo vocalista Dizzy foi lançada anteriormente em 1987. Uma versão de "Lullaby" intitulada "Lullaby -1990-" foi lançada como single em 5 de setembro de 1990. A faixa-título de La Vie En Rose foi retrabalhada como "Bara Iro no Jinsei" para o próximo álbum Basilisk.

## Recepção
Tomoyuki Hokari da OK Music descreveu que música de La Vie En Rose busca aspectos do beat rock como Boøwy e mistura-os com metal como 44Magnum. Ele descreveu as letras escritas por Cipher de "românticas" e as escritas por Kyo de "decadentes". Hokari escreveu que todas as músicas do álbum são cativantes e "melodiosas", algo que ele atribui à habilidade "extraordinária" de Cipher de criar melodias. Sputnikmusic deu ao álbum 5 de 5 estrelas e elogiou os vocais de Kyo.
O relançamento de 1991 alcançou a posição 25 na Oricon Albums Chart e ficou na parada por 5 semanas.

## Legado
Hokari afirmou que La Vie En Rose teve uma influência considerável nas futuras bandas de rock, particularmente naquelas da cena visual kei. Sputnikmusic enfatizou como o álbum foi um marco para o visual kei e a música japonesa. O guitarrista do Dir en Grey, Die disse que seu amor pela guitarra veio do álbum. Mucc fez um cover de "La Vie En Rose" com Kyo para seu álbum de covers Cover Parade de 2006.
A versão estendida de "An Aphrodisiac" e duas versões diferentes de "Lullaby", incluindo a versão em balada de "Lullaby -1990-", aparecem no greatest hits da banda de 2007 Pandora. Já o álbum de regravaçãos de 2010, A Fabulous Thing in Rose, inclui novas regravações de "La Vie En Rose" (duas versões, sendo uma em inglês), "An Aphrodisiac" (duas versões), "Lazy Sleazy" e "Sadistic Emotion". Para o álbum de 2017 D'erlanger Tribute Album ~Stairway to Heaven~, "Under the Pretense" foi remixado por Yow-Row de Gari, "La Vie En Rose" foi regravada por Hyde com Cipher, Seela e Tetsu, "1999 -Shy Boy Story -" por The Slut Banks, "Sadistic Emotion" por Kiyoharu, "An Aphrodisiac" por Justy-Nasty e "Lullaby" por Inoran, Teru, Hisashi, Pierre Nakano (Ling Tosite Sigure) e Ery (Raglaia) conjuntamente.

## Faixas
| N.º            | Título                     | Duração |  |
| 1.             | "Under the Pretense"       | 0:56    |  |
| 2.             | "La Vie En Rose"           | 3:50    |  |
| 3.             | "1999 -Shy Boy Story-"     | 3:14    |  |
| 4.             | "Dear Secret Lover"        | 3:43    |  |
| 5.             | "Sadistic Emotion"         | 4:36    |  |
| 6.             | "An Aphrodisiac"           | 2:26    |  |
| 7.             | "Indecent -Two Persons-"   | 3:40    |  |
| 8.             | "Lullaby"                  | 3:31    |  |
| 9.             | "I Can't Live Without You" | 3:32    |  |
| 10.            | "Lazy Sleazy"              | 4:08    |  |
| Duração total: | Duração total:             | 33:41   |  |

## Créditos
D'erlanger
- Kyo – vocais
- Cipher – guitarra
- Seela – baixo
- Tetsu – bateria

Outros
- Mayumi "Poppo" Kaneko – teclados
- Masahiro Oishi – produtor, engenheiro
- Makoto Kondo – masterização[10]